# Zarządzanie należnościami
Zarządzanie należnościami – jest procesem, którego celem jest zapobieganie powstawaniu przeterminowanych należności i ich odzyskiwanie. Przedsiębiorstwo, które potrafi we właściwy sposób zarządzać wierzytelnościami zapewnia sobie zwiększoną płynność finansową i może być bardziej konkurencyjne na rynku. Na proces ten składają się działania, jakie należy podjąć na etapie prewencji, monitoringu i windykacji.
- Prewencja przewiduje działania zmniejszające ryzyko zawierania transakcji z kontrahentami
- Monitoring obejmuje kontrolę spływu istniejących należności
- Windykacja zajmuje się negocjacjami z dłużnikami oraz narzędzia i sposoby odzyskiwania niespłaconych należności

## Cele zarządzania należnościami
Podstawowe cele skutecznego zarządzania należnościami różnią się zależnie od przedsiębiorstwa. Celami procesu wspólnymi dla większości jednostek operujących na wolnym rynku są:
- poprawienie płynności finansowej
- skrócenie cyklu rotacji należności
- redukcji ukrytych kosztów utrzymania należności
- zabezpieczenie przed zwiększeniem ilości należności przeterminowanych
- obniżenie kosztu obsługi należności
- zabezpieczenie przed destabilizacją przepływów finansowych w okresie dekoniunktury

## Instrumenty zarządzania należnościami
Przedsiębiorstwa mogą osiągnąć wyznaczone cele w zakresie zarządzania należnościami poprzez różne połączenia przykładowych narzędzi:
- wymiana informacji kredytowej
- faktoring
- forfaiting
- zabezpieczenia wierzytelności
- ubezpieczenia należności
- dochodzenie roszczeń